# پیسیه تپه V
پیسیه تپه V مربوط به عصر آهن دو - سده‌های اولیه، میانه و متآخر دوران‌های تاریخی پس از اسلام است و در شهرستان همدان، بخش مرکزی، دهستان هگمتانه واقع شده و این اثر در تاریخ ۶ اسفند ۱۳۸۵ با شمارهٔ ثبت ۱۷۴۵۸ به‌عنوان یکی از آثار ملی ایران به ثبت رسیده است.